# Kostiajewka
Kostiajewka (ros. Костяевка) – wieś (dieriewnia) w Rosji, w rejonie czerepowieckim obwodu wołogodzkiego. W 2010 liczyła 28 mieszkańców.